# 구례 화엄사 각황전 앞 석등
구례 화엄사 각황전 앞 석등(求禮 華嚴寺 覺皇殿 앞 石燈)은 전라남도 구례군 화엄사 각황전 앞에 있는, 남북국 시대 신라의 석등이다. 1962년 12월 20일 대한민국의 국보 제12호로 지정되었다.
각황전 앞에 있는 높이 6.4미터, 직경 2.8미터의 큰 석등이다. 기석(基石)은 8각, 간석(竿石)은 병(甁) 모양으로 중간에 띠를 둘렀고, 각 면에 꽃무늬가 새겨져 있다. 현존하는 석등 중에서 가장 큰 것으로 신라 시대 불교 전성기의 특징을 보여주는 대표적 작품이다.

## 개요
화엄사 각황전 앞에 세워진 이 석등은 전체 높이 6.4m로 한국에서 가장 커다란 규모이다. 석등은 부처의 광명을 상징한다 하여 광명등(光明燈)이라고도 하는데, 대개 사찰의 대웅전이나 탑과 같은 중요한 건축물 앞에 배치된다. 불을 밝혀두는 화사석(火舍石)을 중심으로, 아래로는 3단의 받침돌을 두고, 위로는 지붕돌을 올린 후 꼭대기에 머리장식을 얹어 마무리한다.
8각 바닥돌 위의 아래받침돌에는 엎어놓은 연꽃무늬를 큼직하게 조각해 놓았고, 그 위로는 장고 모양의 가운데 기둥을 세워두었다. 장고 모양의 특이한 기둥형태는 통일신라시대 후기에 유행했던 것으로, 이 석등은 그 중에서도 가장 전형적인 형태를 보이고 있다. 기둥 위로는 솟은 연꽃무늬를 조각한 윗받침돌을 두어 화사석을 받치도록 하였다. 8각으로 이루어진 화사석은 불빛이 퍼져나오도록 4개의 창을 뚫어 놓았다. 큼직한 귀꽃이 눈에 띄는 8각의 지붕돌 위로는 머리 장식이 온전하게 남아있어 전체적인 완성미를 더해준다.
이 석등은 통일신라 헌안왕 4년(860)에서 경문왕 13년(873) 사이에 세워졌을 것으로 추정되며, 석등 뒤에 세워진 각황전의 위용과 좋은 조화를 보여준다. 약간의 둔중한 감이 느껴지긴 하지만 활짝 핀 연꽃조각의 소박미와 화사석·지붕돌 등에서 보여주는 웅건한 조각미를 간직한 통일신라시대의 대표적 작품이다.

## 같이 보기
- 화엄사
- 구례 화엄사 각황전 (국보 제67호)

## 사진

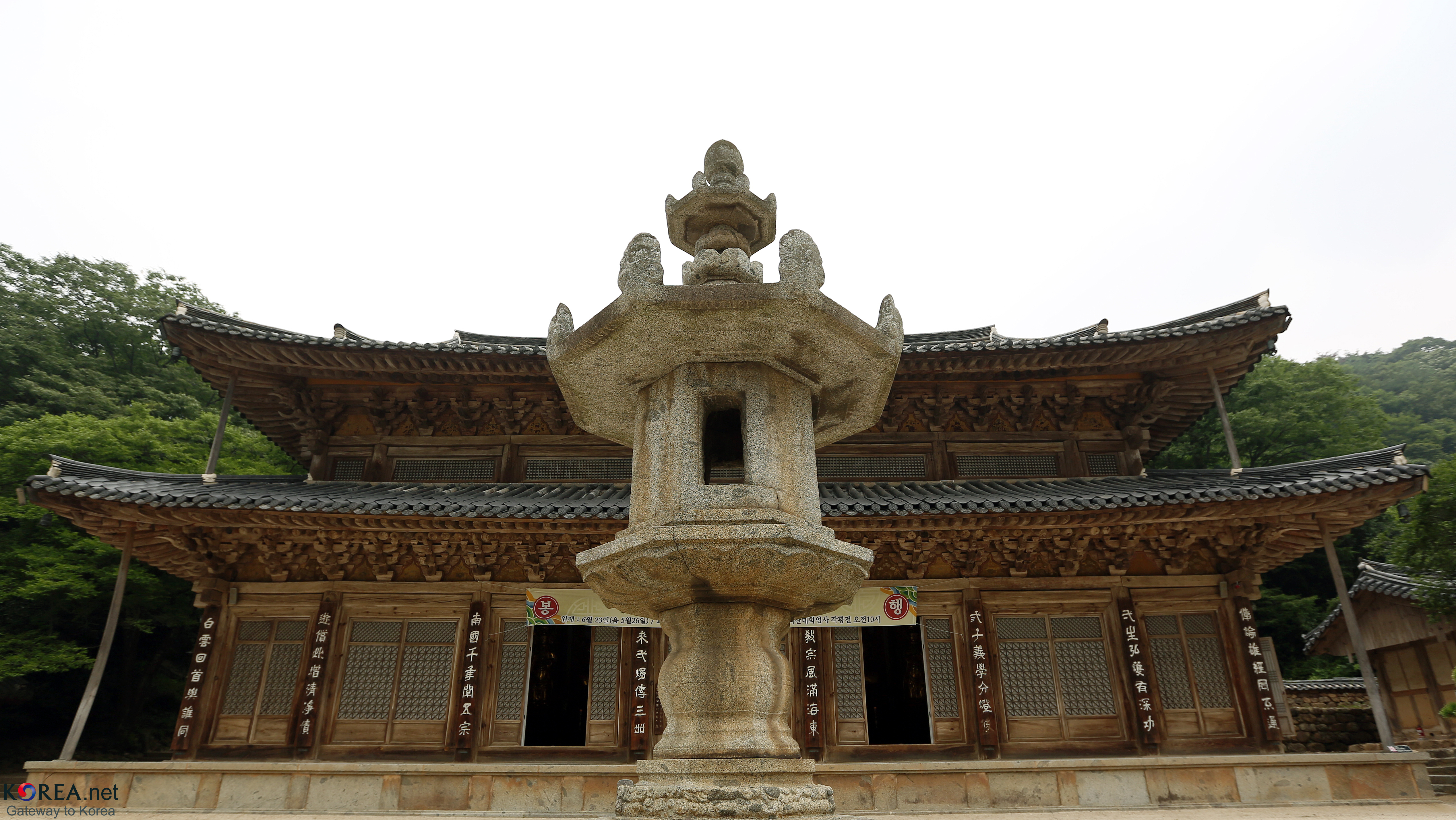
2014년 7월